# Sandavágur
Sandavágur est une ville des îles Féroé située sur la côte de l'île de Vágar. Le 1er janvier 2009, elle a fusionné avec la municipalité de Miðvágur pour former une nouvelle municipalité, Vága.

## Histoire
La pierre de Sandavágur est une pierre runique du XIIIe siècle. Découverte en 1917, elle est aujourd'hui abritée dans l'église de la ville. Elle porte une inscription déclarant Torkil Onundarson comme étant le premier habitant des lieux.
Á Steig était la résidence du lögsögumad, le chef du parlement des îles Féroé, jusqu'en 1816, date à laquelle les îles passèrent sous administration danoise.

## Personnalité lié à la ville
- Venceslaus Ulricus Hammershaimb (1819-1909), pasteur et philologue féroïen.
- Samuel Jacob Sesanus Olsen (1904-1994), enseignant, écrivain et traducteur.
- Torkil Nielsen (1964- ), footballeur.